# 왕루이 (1993년 8월)
왕루이(중국어: 王睿, 1993년 8월 10일 ~ )는 대만의 축구 선수로 현재 타이중 푸투로에서 수비수로 활동하고 있다.

## 선수 경력

### 클럽
자국 리그의 NSTC FC, 하수스 TSU, 타이완 파워 컴퍼니를 거쳐 홍콩 1부 리그의 위엔룽 FC에서 리그 14경기를 소화한 후 타이중 푸투로 이적을 통해 자국 리그로 돌아왔다.

### 국가대표팀
2015년 3월 12일 브루나이와의 2018년 FIFA 월드컵 아시아 지역 1차 예선 1차전에서 국제 A매치 데뷔전을 가졌고 닷새 후 열린 2차전에서 A매치 데뷔골을 터뜨리며 대만의 통산 3번째 월드컵 지역 2차 예선 진출에 일조했다.
이후 대만 U-23 대표팀의 일원으로 2018년 아시안 게임에 출전하였으나 팀은 1무 2패의 초라한 성적으로 조별리그에서 탈락했다.